# Борис Богданов (генерал)
Вижте пояснителната страница за други личности с името Борис Богданов.
Вижте пояснителната страница за други личности с името Богданов.
Борис Йорданов Богданов е български офицер, генерал-майор.

## Биография
Борис Богданов е роден на 30 януари 1894 година в Кюстендил. Завършва Военното на Негово Величество училище в София през 1913 година и на 22 септември е произведен в чин подпоручик. Служи във 2-ри артилерийски полк. На 5 октомври 1916 г. е произведен в чин поручик, а през 1919 г. в чин капитан. През 1927 г. е назначен на служба в 3-ти артилерийски полк, през следващата година е произведен в чин майор, а от 3 септември 1932 г. е подполковник. През 1935 г. е назначен на служба в 8-и дивизионен артилерийски полк и на 3 октомври 1936 г. е произведен в чин полковник. От 1939 до 1943 е командир на 7-a пехотна рилска дивизия, след което през 1943 година е назначен за инспектор на граничната стража. От 1944 е офицер за поръчки при Министъра на войната и по-късно същата година е назначен за инспектор по мобилизацията към Щаба на войската. Уволнен е на 13 септември 1944.

## Военни звания
- Подпоручик (22 септември 1913)
- Поручик (5 октомври 1916)
- Капитан (1919)
- Майор (1928)
- Подполковник (3 септември 1932)
- Полковник (3 октомври 1936)
- Генерал-майор (6 май 1944)